# PC Zone
PC Zone est un magazine mensuel britannique spécialisé dans les jeux vidéo, fondé en 1993. Il est le premier magazine britannique consacré aux jeux PC compatibles IBM.